# Référendum constitutionnel de 2005 en république démocratique du Congo
Le  référendum constitutionnel de 2005 a lieu les 18 et 19 décembre 2005 afin de permettre à la population de la république démocratique du Congo de voter sur la proposition de constitution de la Troisième République. Le résultat a été un oui à près de 85 %.

## Contexte
L'organisation de cette consultation a lieu après de longue années de troubles dans le pays consécutives à la chute du dictateur Mobutu Sese Seko en 1997. Après la présidence de Laurent-Désiré Kabila puis sa succession par son fils Joseph Kabila, un gouvernement de transition est mis en place à partir de 2003.

## Résultats
| Choix                     | Votes      | %     |
| ------------------------- | ---------- | ----- |
| Pour                      | 12 461 001 | 84,31 |
| Contre                    | 2 139 074  | 15,69 |
|                           |            |       |
| Votes valides             | 14 780 075 | 95,32 |
| Votes blancs et invalides | 725 735    | 4,68  |
| Total                     | 15 505 810 | 100   |
| Abstentions               | 9 515 893  | 38,03 |
| Inscrits/Participation    | 25 021 703 | 61,97 |

Approuvez-vous le Projet de Constitution qui vous est soumis?
| Oui : 12 461 001 (84,31 %) |  |  | Non : 2 139 074 (15,69 %) |
| ▲                          |  |  |                           |
| Majorité absolue           |  |  |                           |

## Conséquences
La nouvelle constitution est promulguée le 18 février 2006 par le président de la République, Joseph Kabila. Elle remplace la Constitution de transition du 4 avril 2003. Sa mise en vigueur est complétée par les élections législatives et présidentielle de 2006, définies dans la constitution provisoire.